# La furia dell'azteco
La furia dell'azteco è presumibilmente l'ultimo libro della serie scritta da Gary Jennings e in parte pubblicata dai suoi eredi, il libro è stato pubblicato 2006.
In questo quarto episodio Gary Jennings trasporta il lettore nel Messico di inizio Ottocento, a Guanajuato il caballero Juan de Zavala che appartiene alla casta nobile della società messicana, scopre improvvisamente di non essere figlio di nobili spagnoli ma figlio di indios, Juan viene incarcerato e accusato di crimini che non ha mai commesso, assieme all'amico Lizardi Juan fugge e riesce ad imbarcarsi per la Spagna dove combatte con i patrioti spagnoli contro Napoleone e riesce a guadagnarsi la grazia per i suoi crimini.
Tornato in Messico si scontra con il disprezzo dei nobili spagnoli, così si unisce a Padre Hidalgo, al generale Allende e agli indios di Dolores per combattere la tirannica oppressione degli Spagnoli, dopo alcune vittorie la speranza di libertà si infrange contro il tradimento del generale Elizondo.
Padre Hidalgo, il generale Allende e tutti i capi della rivoluzione finirono sulla forca ed esposti come monito alla popolazione di Guanajuato, Juan de Zavala invece fu crocifisso di notte per mano di una confraternita spagnola specializzata in esecuzioni sommarie.

## Edizioni
- Gary Jennings, La furia dell'azteco, traduzione di Silvia Castoldi, collana La Scala, Rizzoli, 2006,  p. 658, ISBN 88-17-01174-6.